# Бауэс, Вильгельм
 Вильгельм Бернд Бауэс (родился 21 ноября 1948 года в городе Менхенгладбах) — бывший западногерманский спортсмен слалом каноист. Принимал участие в соревнованиях по гребле на байдарках и каноэ в 1970-х годах.

## Спортивные достижения
Вильгельм Бернд Бауэс завоевал серебряную медаль в дисциплине С-2 налетних Олимпийских играх 1972 в Мюнхене.
Baues также завоевал две медали на чемпионате мира по гребному слалому, организованном Международной федерацией каноэ в Муотатале, включая золотую медаль в дисциплине C-2 в командных соревнованиях и бронзовую медаль в дисциплине С-2.